# Национальный парк Кибале
Киба́ле — национальный парк на юго-западе Уганды. Был создан с целью защиты тропических лесов. Площадь парка — 766 км², высота над уровнем моря — от 1100 до 1600 метров. Большую часть парка составляют влажные вечнозелёные леса. В парке представлены разнообразные пейзажи. Это последняя значительная территория горно-лесных массивов в Восточной Африке. Парк был создан в 1932 году (официально открыт в 1993 году) для защиты больших лесных массивов. Зарегистрирован как лесной заповедник.
180 км² территории Кибале представляют собой природный коридор. Недалеко от парка расположена полевая биологическая станция университета Макерере (MUFBS).
Парк Кибале является популярным направлением для эко-туризма и сафари из-за большого разнообразия флоры и фауны, особенно приматов. Ещё одной особенностью парка являются прирученные шимпанзе.

## Местоположение
Национальный парк Кибале пересекает границу районов Кабароле и Камвенге, находится к западу от Кампалы на 320 км. Ближайший крупный город — Форт Портал. Географические координаты парка — 0° 30' с. ш., 30° 24' в. д.

## Биологическое разнообразие
В национальном парке Кибале обитает больше всего видов приматов во всей Африке. Этот заповедник является домом для множества шимпанзе (которые находятся под угрозой исчезновения), а также красных колобусов (под угрозой исчезновения). Также парк населён более чем 325 видами птиц, не менее 60 видами млекопитающих и более 250 видами деревьев. Преобладающей экосистемой в Кибале являются влажные вечнозеленые и полулиственные леса. Когда большая часть леса была зарегистрирована в качестве резервного хранилища леса, некоторые экзотические виды деревьев (сосна и эвкалипт) были высажены на плантациях. Позже территорию объявили национальным парком, и многие из этих деревьев были срублены.
В национальном парке Кибале шимпанзе охотятся в лесу Нгого на красных колобусов, гверец, краснохвостых мартышек и мангабеев. Бывали случаи, когда шимпанзе также убивали своих сородичей. За период с 1999 по 2008 года учёные зафиксировали на спорных территориях 21 случай нападения нескольких шимпанзе из крупной популяции Нгого на шимпанзе из других популяций.